# デイル・チフーリ

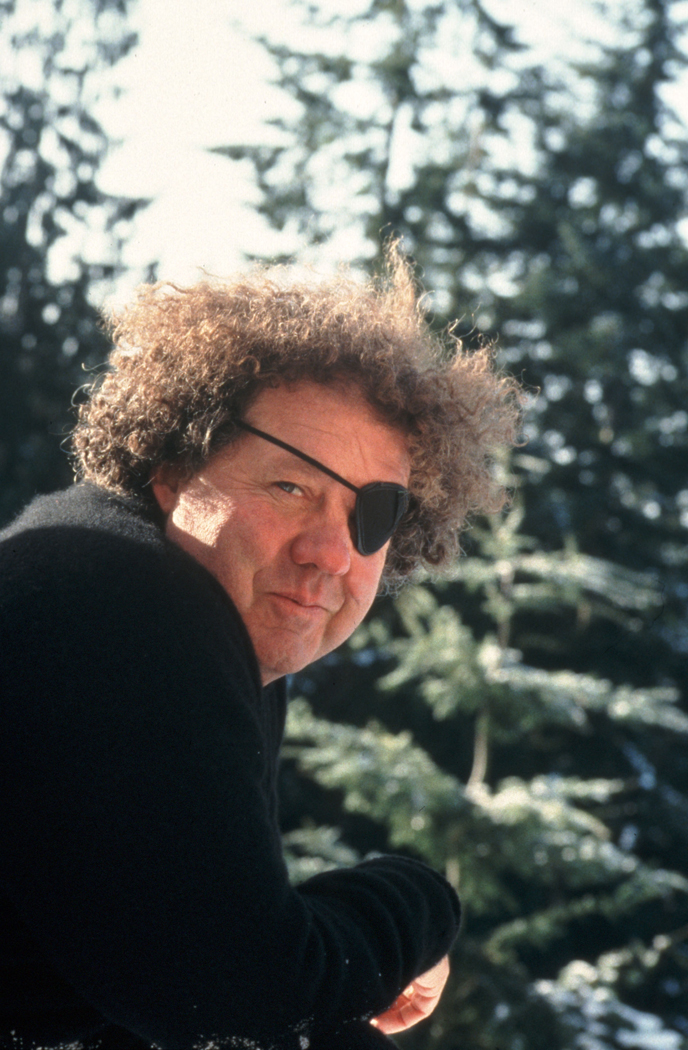
デイル・チフーリ 1992

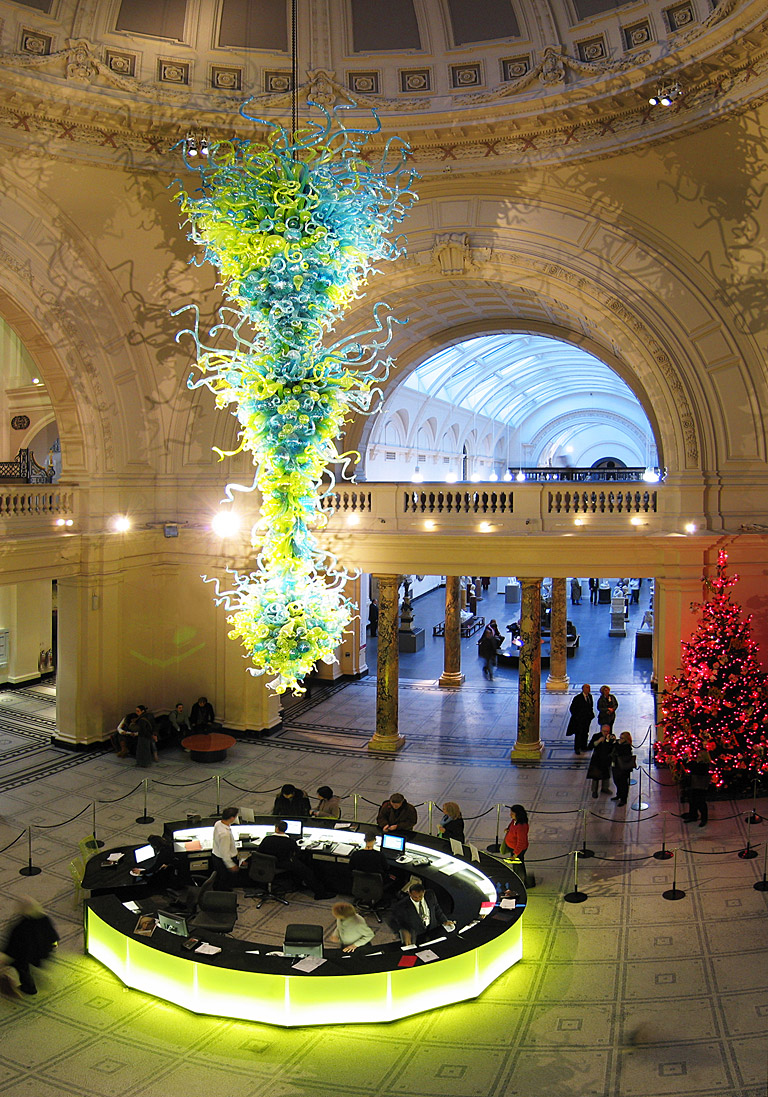
ヴィクトリア&アルバート美術館のシャンデリア

デイル・チフーリ（Dale Chihuly、1941年9月20日 - ）はアメリカ合衆国ワシントン州タコマ出身のガラス彫刻家。ウィスコンシン大学マディソン校、ワシントン大学とロードアイランド・スクール・オブ・デザインで学ぶ。ロードアイランド・スクール・オブ・デザイン在学中に奨学金を得てムラーノに渡り、ガラス製造を学ぶ。
12にも及ぶ名誉博士号を授与され、全米芸術基金の奨学金を2回受けている。

## 略歴
- タコマのウッドロウ・ウィルソン高校（英語版）を卒業。
- 1957年、彼の兄弟のジョージがフロリダでの飛行トレーニング中の事故で死亡し、1年後に父親が心臓発作で死亡。
- 1959年、母親の支援によりピュージェットサウンド大学に入学。1年後、シアトルのワシントン大学に転校。
- 1965年、インテリアデザインで文学士号を取得。

- 1967年、ウィスコンシン大学マディソン校でハーヴィー・リトルトン（英語版）の下で勉強し彫刻の理学修士を取得。
- 1968年、フルブライト・プログラムでヴェネチアでガラスの勉強をし、ロードアイランド・スクール・オブ・デザインで美術学修士号を取得。
- 1971年、ジョン・ハウバーグとアン・グールド・ハウバーグの支援を受けて他のガラス彫刻家達とワシントン州スタンウッドの近くにピルチェック・ガラス・スクール（英語版）(Pilchuck Glass School)を共同設立。

- 1976年、イングランド滞在中に正面から来た自動車の事故に巻き込まれ、フロントガラスを突き破り彼は外に飛び出された。ガラスによって顔がひどく損傷し、左目が盲目となった。それまで彼は自らガラスに細工を施していたが、回復後の1979年、ボディサーフィン（英語版）の事故で肩を脱臼させ、それ以降ガラス吹きパイプを持つことができず、細工を他の人に依頼。2006年のインタビューでは「私はいったん身を引き、見ていることとした」と言い、多くの視点から作品を見ることができ、より速く問題を予想することができたと話した。自分の役割を「ダンサーではなく振付師、選手ではなく監督、俳優ではなくディレクター」と言った。

サン・ディエゴ・ユニオン・トリビューンのリポーターであるエリン・グラスは「アーティストとしてだけでなく成功をおさめた企業家であり、シアトル・タイムズによると2004年まで見積もられた売上高は2900万ドルとなる」と記した。
彼のチームはドキュメンタリー番組『チフリー・オーバー・ベニス』として取り上げられた。1998年11月に放送された時、この番組がアメリカ合衆国での最初のHDTV放送となった。またドキュメンタリー番組『チフリー・イン・ザ・ホットショップ』も制作され、2008年11月1日、
アメリカン・パブリック・テレビジョンにより公共テレビ局に同時配給された。
- 2015年8月22日に富山県富山市西町に開館した、富山市ガラス美術館（TOYAMAキラリ内）6階のグラス・アート・ガーデンには、デイル・チフーリ の工房「チフーリ・スタジオ」に富山市が制作依頼をし、本人並びにスタッフが来日して手掛けた3作品を含め、同氏の代表的なインスタレーション（空間美術）全5作品を、同美術館のシンボルとして常設展示している。

## ギャラリー

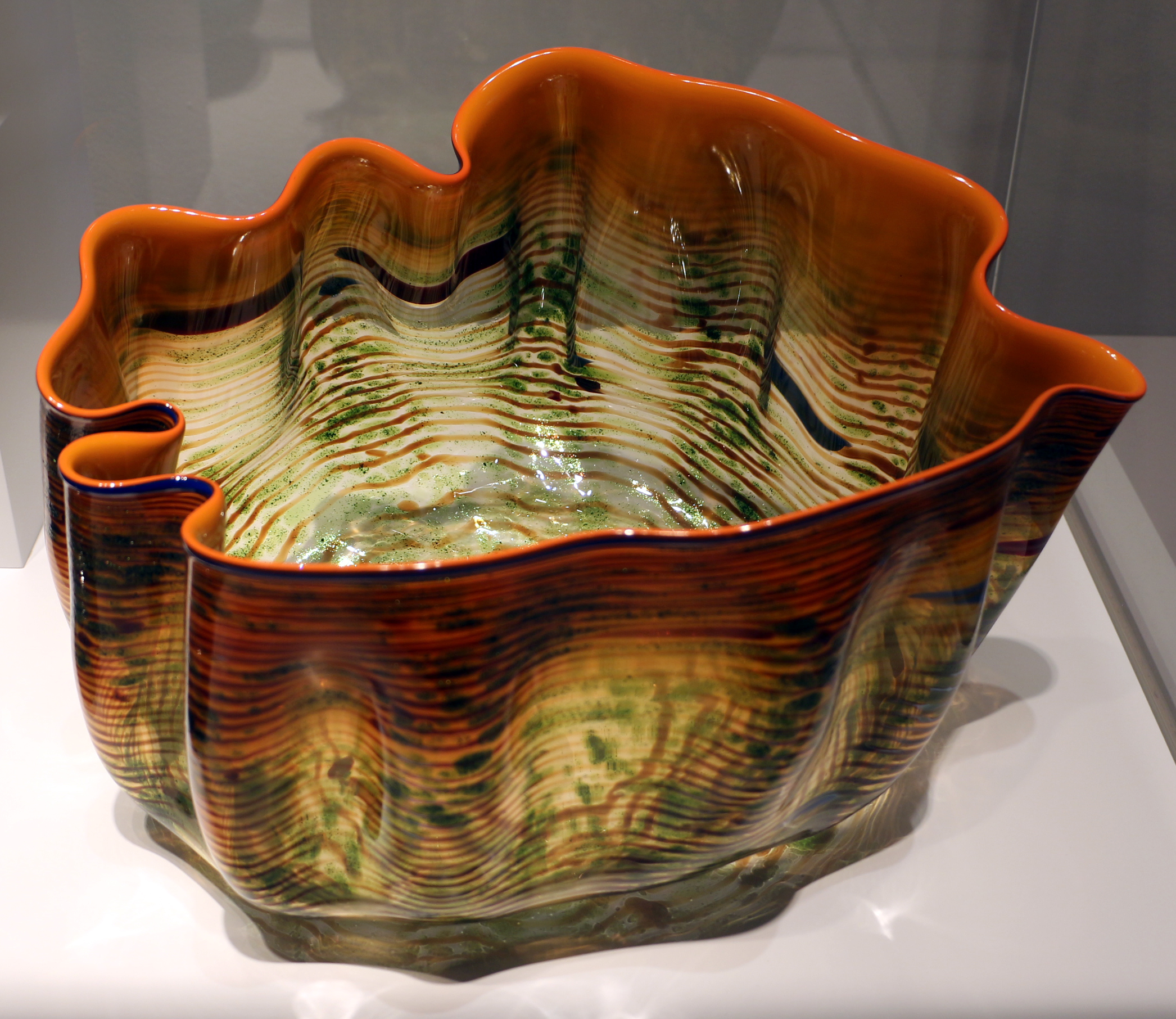
無題(1982)
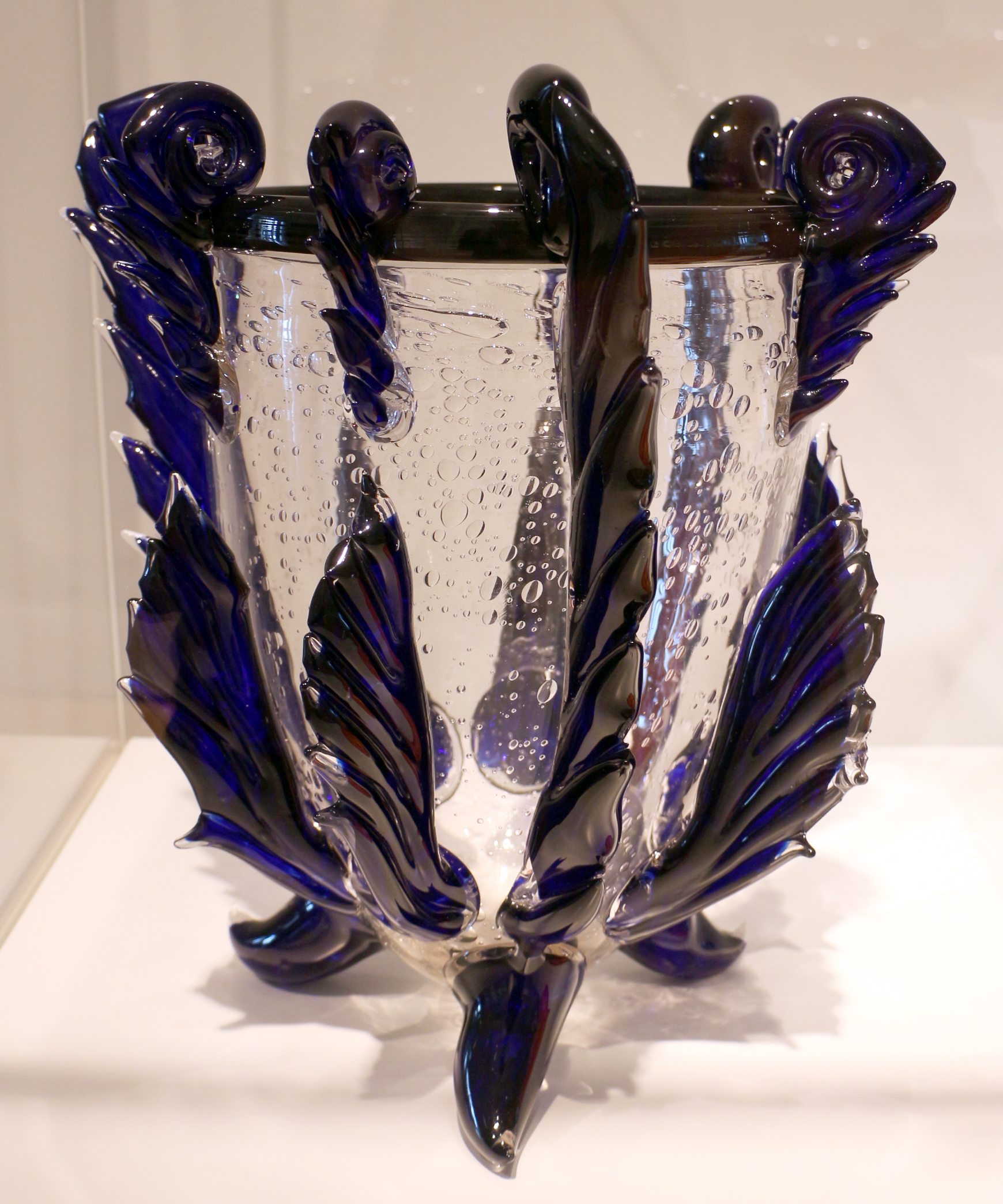
“veneziano“(1988)
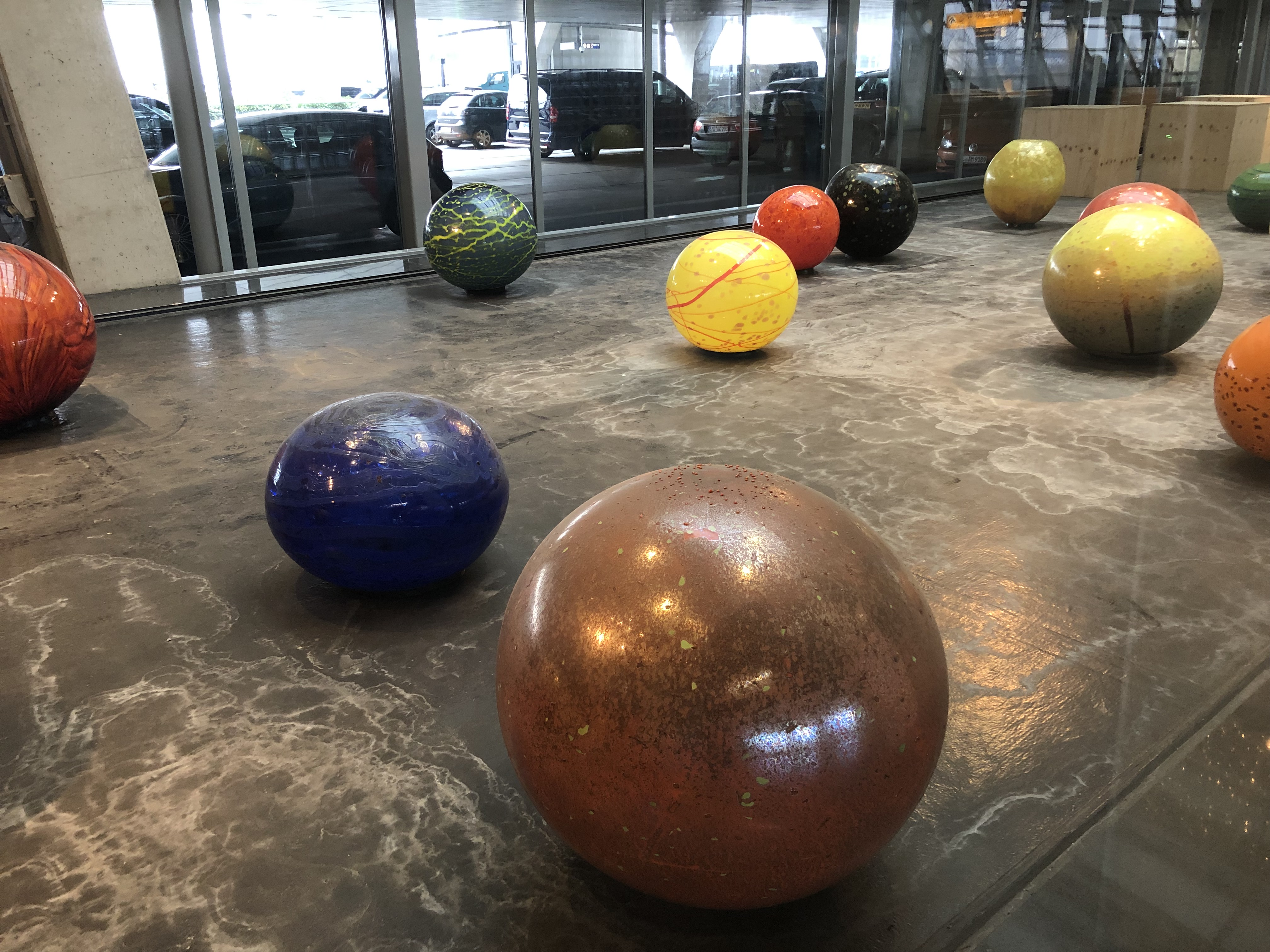
“ニイジマ・フロート“(1996)アムステルダム・スキポール空港
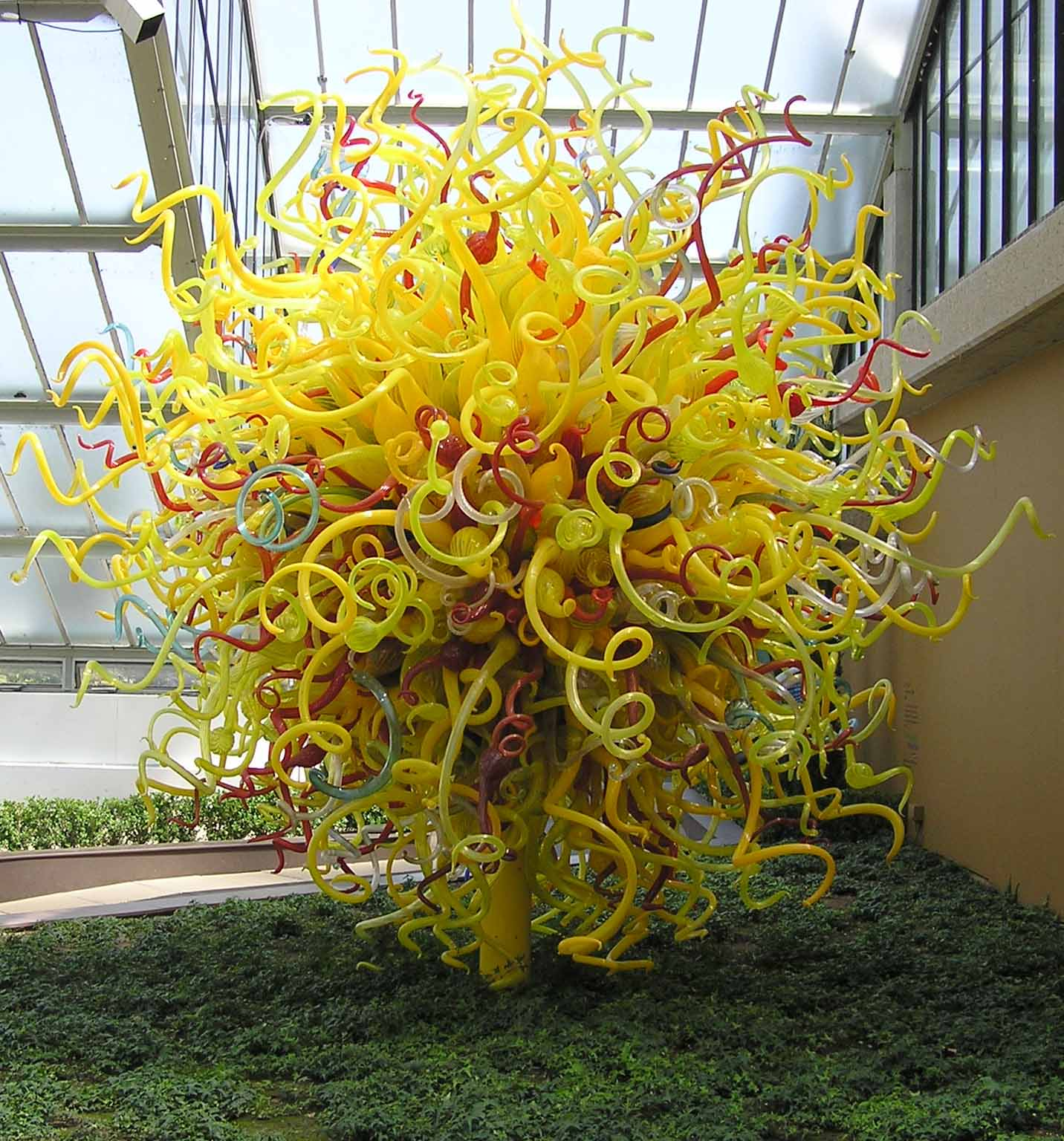
“The Sun”(2002)、ロンドンのキューガーデン

## 主なシリーズ作品
1970年代
- 「シリンダー」
- 「バスケット」

1980年代
- 「シーフォーム」
- 「マキア」
- 「ヴェネチアン」
- 「ペルシャン」

1990年代
- 「ニイジマ・フロート」
- 「シャンデリア」

2000年代
- 「フィオリ」
- 「フロート」
- 「DNA Tower（英語版）」 インディアナ大学医学部（英語版）(2003年)
- 「ガラスの塔と天井の花火（英語版）」(2006)インディアナポリス子供博物館所蔵